# Lepisiota ajjer
Lepisiota ajjer är en myrart som först beskrevs av Bernard 1953.  Lepisiota ajjer ingår i släktet Lepisiota och familjen myror. Inga underarter finns listade i Catalogue of Life.